# Grisi siknis
Grisi siknis (em misquito: "loucura da selva"), também conhecido como grisi munais, chipil siknis e nil siknis, é uma síndrome contagiosa e legada culturalmente à etnia do povo Misquito, na América Central e que afeta especialmente as mulheres jovens.